# Adam Drury
Adam James Drury (* 29. August 1978 in Cottenham) ist ein ehemaliger englischer Fußballspieler. In seiner 18-jährigen Spielerkarriere erzielte er in 538 Einsätzen acht Tore.

## Spielerkarriere

### Peterborough United (1995–2001)
Adam Drury begann seine Spielerkarriere in der Saison 1995/96 beim englischen Drittligisten Peterborough United. Nach dem Abstieg aus der Football League Second Division im Jahr 1997, verbrachte er die folgenden drei Spielzeiten als Stammspieler in der viertklassigen Football League Third Division. 1999/2000 kehrte die Mannschaft nach einem Erfolg in den Play-offs in die dritte Liga zurück. 

### Norwich City (2001–2012)
Am 21. März 2001 wechselte der 22-jährige Adam Drury zum Zweitligisten Norwich City. Im Verlauf der Football League First Division 2001/02 kam er zu fünfunddreißig Ligaeinsätzen und erreichte mit Norwich die Play-offs. Nach einem Erfolg über die Wolverhampton Wanderers erreichte City das Finale, verlor diese Partie jedoch nach Elfmeterschießen gegen Birmingham City. Erfolgreicher agierte der Verein von Trainer Nigel Worthington zwei Jahre später mit dem Gewinn der Zweitligameisterschaft. In der Premier League 2004/05 bestritt Drury dreiunddreißig Ligaspiele (ein Treffer), stieg mit City jedoch als Vorletzter wieder in die zweite Liga ab. In den folgenden vier Jahren verschlechterten sich die Leistungen kontinuierlich und führten in der Football League Championship 2008/09 zum Abstieg in die dritte Liga (erstmals seit 49 Jahren). Adam Drury kam zwischen 2007 und 2009 verletzungsbedingt nur in zwanzig Ligaspielen zum Einsatz. Der Ausflug in die Drittklassigkeit beschränkte sich nach dem Gewinn der Meisterschaft in der Football League One 2009/10 auf nur eine Saison und nach der Vizemeisterschaft in der Football League Championship 2010/11, gelang dem Team von Trainer Paul Lambert der direkte Durchmarsch in die Premier League. Adam Drury hatte sich im Oktober 2010 erneut eine Verletzung zugezogen, trotzdem wurde sein Vertrag zwei Monate später um ein Jahr verlängert.
In den Jahren 2011–2012 (nach dem Aufstieg in die Premier League) profitierte er von einem Form- und Verletzungstief seines Mannschaftskollegen Marc Tierney, sodass Drury im Spiel gegen Tottenham Hotspur seinem besten Auftritt für Norwich seit 2005 hatte. Er wurde am 20. März 2012 in die Hall of Fame von Norwich City aufgenommen.

## Leeds United
Drury beendete seine elfjährige Amtszeit in Norwich 2012 und unterschrieb einen Zweijahresvertrag für Leeds United. Dort erhielt er am 3. August das Trikot Nummer 3 für die Saison 2012/13. Zum Einsatz kam er aber erst am 25. August gegen Peterborough United, das seine Mannschaft mit 2-1 gewann. Am 15. August 2013 wurde Drury zusammen mit den Teamkollegen El Hadji Diouf und David Norris für einen Spielertransfer zur Verfügung gestellt. Dieser erfolgte von März bis April 2014 bei Bradford City.
Am 22. September 2014 gab Drury seinen Rücktritt vom Profifußball bekannt, kehrte aber aufgrund freundschaftlicher Beziehungen zu Cottenham-Chef Chris Tuck im Januar 2015 für eine Saison wieder zum aktiven Fußball zurück und spielte für den Cambridgeshire-County-Football-League-Verein Cottenham United.

## Trainerkarriere
Im Mai 2018 wurde Drury zum stellvertretenden Trainer des Eastern Counties League Clubs Wroxham ernannt.